# Kitzscher
Kitzscher är en stad i Landkreis Leipzig i förbundslandet Sachsen i Tyskland. Staden har cirka 5 200 invånare.